# ريسة
الرِّيسَة (الاسم العلمي: Rissa) هو جنس من الطيور يتبع فصيلة النورسية من الرتبة الزقزاقيات.

## أنواع
يضم هذا الجنس من الطيور نوعين هما:
- النورس الأسود الساق (الاسم العلمي: Rissa tridactyla)
- النورس الأحمر الساق (الاسم العلمي: Rissa brevirostris)

## اقرأ أيضا
- قرية ارنارستابي